# جورج تيمو
جورج تيمو (1818- بعد 1887) ولد مستعبدًا في نورفولك، ولاية فيرجينيا، وعمل في قاعدة (حصن) مونروي، ساحة نوفولك البحرية وفي منشآت عسكرية أخرى قبل الحرب الأهلية الأمريكية، هرب إلى الحرية في نيويورك وانتقل إلى ماساتشوستس حوالي عام 1853، ومن ثم عاد إلى فيرجينيا بعد الحرب ليصبح قائد مجتمع، وعضوًا في مؤتمر فيرجينيا الدستوري في عام 1868 ومن ثم عضوًا في مجلس الشيوخ في فيرجينيا خلال فترة إعادة الإعمار، وأصبح في النهاية مؤلفًا في سنوات حياته الأخيرة. تعد السيرة الذاتية لتيمو مميزة بسبب لومه الواضح لاستخدام الجيش في عمالة العبيد ولدور الحكومة الفيدرالية في كل من استمرار العبودية وفشلها في حماية السود المحررين حديثًا.
«عملت في جميع أقسام الحوض البحري والحوض الجاف كعامل بأجرة، وذلك خلال سنوات طويلة من العمل بدون مقابل، ويمكن قول الشيء نفسه عن أعداد هائلة أخرى، تصل إلى آلاف العبيد الذين جعلتهم الحكومة الأمريكية يعملون وجلدتهم وسحقتهم..».
تحتوي رواياته أيضًا معلومات مهمة عن فيرجينيا فيما بعد الحرب الأهلية، حيث كان منتخبًا كعضو في حكومة فترة إعادة الإعمار في فيرجينيا وشارك فيها. ناقش بشكل نقدي وصريح الدور الذي لعبه المندوبون الأمريكيون من أصل أفريقي في مؤتمر الولاية؛ جهوده كعضو في مجلس شيوخ الولاية لتعزيز سياسات العمل العادلة في حوض نورفولك البحري؛ والانقسامية في الحزب الديمقراطي التي أدت إلى هزيمته.

## زواجه وعائلته
تزوج الكاهن الميثودي، وقسيس ترسانة نورفولك البحرية المبجل فيرنون إيسكريدج تيمو بامرأة مستعبدة اسمها سالي في عام 1841. أنجب الثنائي صبيًا واحدًا على الأقل اسمه (جون) وابنتين اسمهما (جين وجوزفين). في عام 1853، بيعت سالي والأطفال الذين كانت تعود ملكيتهم إلى مالكة العبيد أوليس أميدون، على الرغم من توسل تيمو عدم فعل ذلك، إلى تاجر عبيد في ريتشموند، فيرجينيا حيث اشتراها في النهاية مقيم في ريتشموند «هنري سميث تاجر خمور وضيع (بسيط)». لاحظ تيمو «ميل سميث للانحراف الأخلاقي» مع كل من زوجته وابنته، وأوضح أن سميث أساء معاملة كل من الزوجة والابنة. تزوج تيمو بإليزابيث سميث في بوسطن، ماساتشوستس بتاريخ 6 مايو عام 1863. وصف تيمو هذا الزواج بأنه «زواج غير سعيد دام 24 شهرًا».

## هربه وحياته كرجل حر
وفقًا لتيمو فقد وعدت جين توماس والدته في عام 1853، بأن تعتقه في وقت ما في المستقبل. جعلت قوانين فيرجينيا من عملية التحرير هذه صعبة ومكلفة. تعاقدت جين توماس مع تيمو كنجار على متن سفينة كوريتاك التجارية المتجهة إلى بريمين، ألمانيا. قرر في رحلة العودة أن يقفز على متن سفينة في مدينة نيويورك «حيث وظف محاميًا كي يحصل على أجره المستحق المتأخر، وأعلن نفسه حرًا رسميًا ومن ثم عاد إلى نيو بيدفورد، ماساتشوستس تقريبًا في 1 ديسمبر عام 1853». تلقى تيمو بصفته حرًا ولاجئًا بعض المساعدة في البداية من عمال سكك حديدية تحت الأرض هم لوسيندا كلارك بوش وديسون ويليام بوش، وهم أصحاب نزل محلية.
رغم المساعدة والنية الحسنة، سرعان ما شعر تيمو «بعدم تحمل المظاهر المتكررة للطافتهم. كان محكومًا عليّ أن أشارك الكثير في مدينة الأغنياء نيو بيدفورد هذه... أثناء بحثي عن عمل، غالبًا ما كنت أتنقل من طرف مستودع إلى آخر وأتألم تحت ثقل كماليات الحياة، كي أحصل على بعض دفء الشمس». اكتشف تيمو أن البحث عن ملجأ في نيو بيدفورد، كان يعني العيش في مدينة تحوي عددًا كبيرًا من اللاجئين جميعهم يبحثون عن عمل. وجد عملًا لفترة وجيزة كعامل جلفطة، لكن تم تسريحه في أحد شتاءات نيو إنغلاند القاسية وجعلته زيادة المنافسة على الوظائف الشاقة، يعمل في تجريف الثلج بدون ملابس شتوية، وفي تحميل وتفريغ الفحم، وانتقل بعد ذلك إلى بوسطن ماساتشوستس، حيث تمكن من العثور على عمل مع إخوته غير الأشقاء جون ويليام وتوماس.